# BTS World: Original Soundtrack
BTS World: Original Soundtrack – ścieżka dźwiękowa do mobilnej gry Netmarble o tym samym tytule, wydana 26 czerwca 2019 roku.
Album zawiera cztery single południowokoreańskiego zespołu BTS i utwory instrumentalne z gry. Wydanie płyty poprzedziły premiery piosenek „Dream Glow” (współpraca z Charli XCX), „A Brand New Day” (współpraca z Zarą Larsson) i „All Night” (współpraca z Juice Wrld). 26 czerwca został wydany utwór „Heartbeat”, jako główny singel z płyty.

## Lista utworów
| CD  | CD                                                                    | CD                                   | CD                  | CD      |
| Nr  | Tytuł utworu                                                          | Tekst                                | Słowa i muzyka      | Długość |
| --- | --------------------------------------------------------------------- | ------------------------------------ | ------------------- | ------- |
| 1.  | „Heartbeat”                                                           | J-Hope, RM, Coyle Girelli, DJ Swivel | DJ Swivel           | 4:13    |
| 2.  | „Dream Glow” (z Charli XCX)                                           | V, Charli XCX                        | Stargate            | 3:07    |
| 3.  | „A Brand New Day” (z Zarą Larsson)                                    | Zara Larsson, J-Hope                 | Mura Masa           | 3:25    |
| 4.  | „All Night” (z Juice Wrld)                                            | RM, Suga, Juice Wrld                 | RM, Powers Pleasant | 3:36    |
| 5.  | „Captain” (Namjun theme)                                              | RM                                   |                     | 3:19    |
| 6.  | „Cake Waltz” (Ji-min theme)                                           | Jimin                                |                     | 3:44    |
| 7.  | „Shine” (Yun-ki theme)                                                | Suga                                 |                     | 3:52    |
| 8.  | „Not Alone” (Jeon-gguk theme)                                         | Jungkook                             |                     | 3:45    |
| 9.  | „Friends” (Ho-seok theme)                                             | J-Hope                               |                     | 3:36    |
| 10. | „Wish” (Seok-jin theme)                                               | Kim Seok-jin                         |                     | 3:57    |
| 11. | „Flying” (V theme)                                                    | V                                    |                     | 3:36    |
| 12. | „Lalala” (kor. 라라라) (Digital Only)                                 |                                      |                     | 3:11    |
| 13. | „Niga isseo” (kor. 니가 있어) (Digital Only)                          |                                      |                     | 3:36    |
| 14. | „Niga isseo” (kor. 니가 있어) (Orchestra Ver.) (Inst.) (Digital Only) |                                      |                     | 3:36    |
|     |                                                                       |                                      |                     | 50:33   |

## Sprzedaż
| Kraj                    | Sprzedaż                        |
| ----------------------- | ------------------------------- |
| Korea Południowa (Gaon) | 553 364 (stan na grudzień 2019) |